# Straßenbahn Kaliningrad
Die Straßenbahn in Kaliningrad, dem früheren Königsberg, ist die am westlichsten gelegene Straßenbahn Russlands und die einzige noch existierende Straßenbahn in der Oblast Kaliningrad, dem Nordteil des früheren Ostpreußen. Es handelt sich um die älteste elektrische Straßenbahn auf dem heutigen Territorium Russlands (die Bahn besteht seit 1895). Die Straßenbahn in Kaliningrad ist neben der in Pjatigorsk die einzige in Russland in Meterspur.
Über Jahrzehnte in der deutschen und sowjetischen bzw. russischen Geschichte der Stadt war die Straßenbahn ein wichtiger Bestandteil des städtischen Nahverkehrs, hat aber aktuell keine große Bedeutung mehr. Nachdem die Stadtverwaltung seit 1999 fast alle Linien stillgelegt und durch Busse ersetzt hat, verkehren nur noch die Linien 3 und 5, deren Zukunft und damit die der Straßenbahn in Kaliningrad überhaupt ungewiss ist.

## Geschichte

### Königsberger Straßenbahn AG

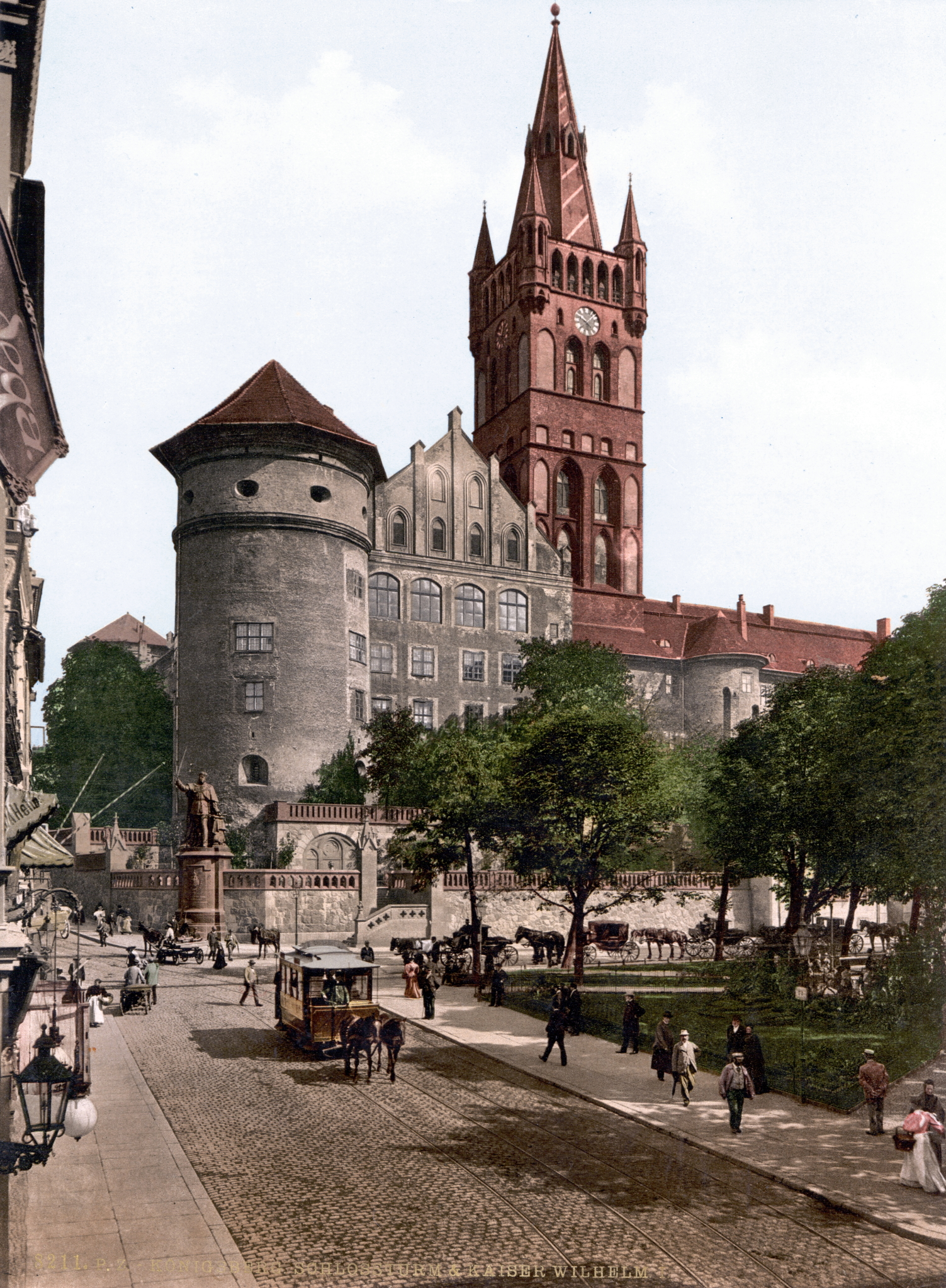
Pferdebahn vor dem Königsberger Schlossturm, vor 1900

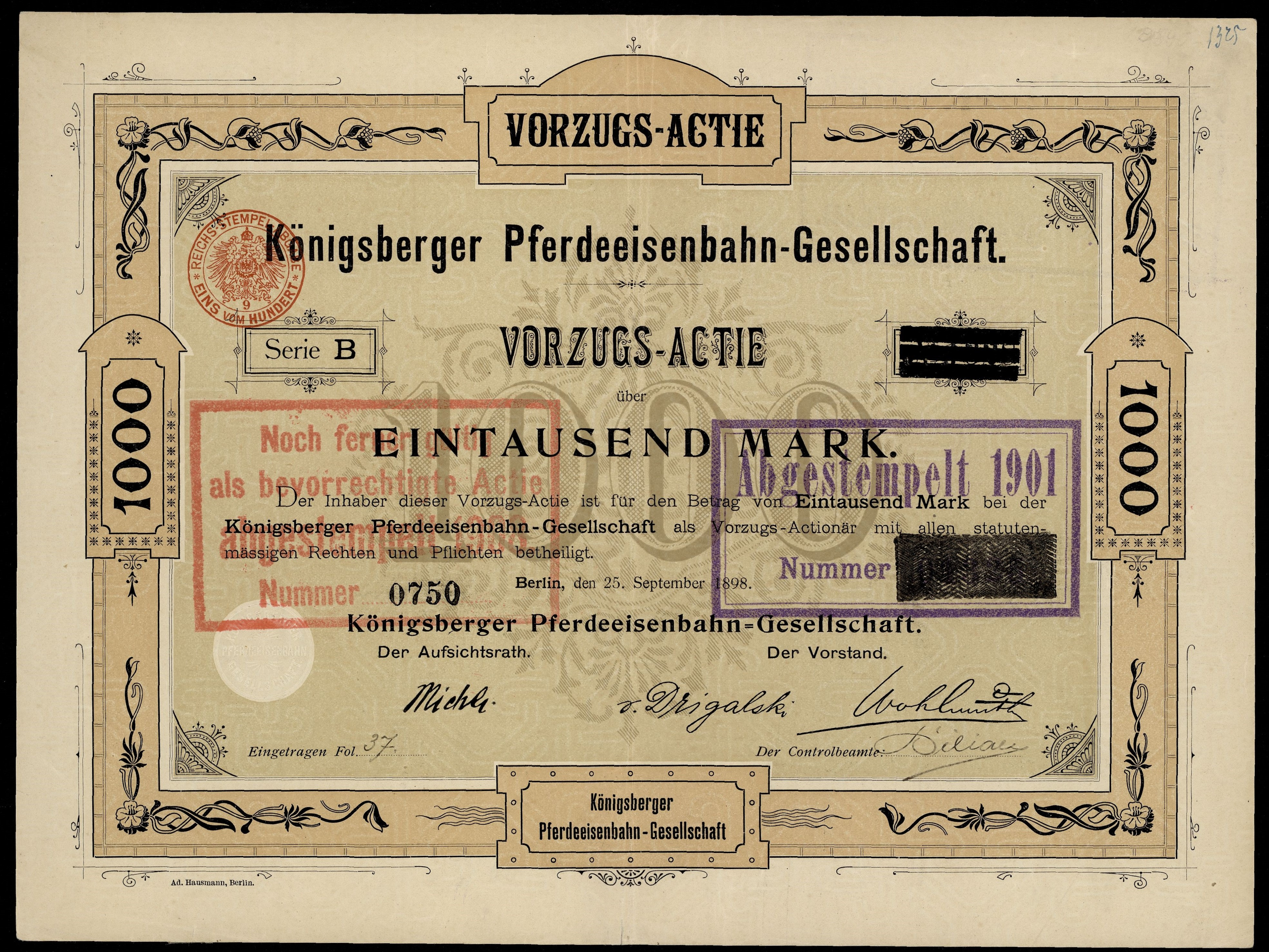
Vorzugsaktie der Königsberger Pferdeeisenbahn-Gesellschaft vom 25. September 1898

Vorgänger der elektrischen Straßenbahn in Königsberg war eine Pferdebahn, deren erste Linie am 26. Mai 1881 vom Steindamm/Ecke Poststraße (heute Leninskij pr./ul. Schewtschenko) in die Hufen (Restaurant „Julchental“, heute Zentraler Kultur- und Erholungspark) eröffnet wurde. Das Depot der Bahn befand sich am Heumarkt westlich des Steindamms etwa auf halbem Weg zwischen Poststraße und Hansaplatz. Ab dem 5. Juni 1881 fuhr eine zweite Linie von der Kronenstraße (heute südlichstes Teilstück des Leninskij pr.) durch die Vorstadt bis zur Krämerbrücke. Sie wurde am 16. Mai 1882 über den Kaiser-Wilhelm-Platz (heute Leninskij pr./Moskowskij pr.), den Gesekusplatz und den Steindamm zum Steindammer Tor (heute Platz des Sieges) verlängert und befuhr zwischen Poststraße und Steindammer Tor die bestehende Strecke der ersten Linie. Die dritte Linie verkehrte ab dem 29. Juni 1881 vom Steindammer Tor über Poststraße, Münzplatz (heute ul. Schewtschenko/Proletarskaja ul.), Roßgärter Markt (heute ul. Frunse/ul. Schewtschenko) und Königstraße (ul. Frunse) zum Königstor. Schließlich ging am 11. Oktober 1881 auch die Linie zu den Bahnhöfen (Süd- und Ostbahnhof) in Betrieb, deren neue Strecke von der Vorstadtlinie abzweigte und durch die Sattlergasse (ul. Polotkaja) führte. Die vorerst letzte Linie wurde Anfang 1882 eröffnet und verband Kronenstraße und Königstor über eine neugebaute Strecke vom Kaiser-Wilhelm- zum Münzplatz durch die Kant- und Schloßstraße. Auf dieser Strecke mussten aufgrund der starken Steigung Vorspannpferde eingesetzt werden. Alle Linien fuhren im 10-Minuten-Takt. Betrieben wurde die Pferdebahn von der Königsberger Pferdeeisenbahn-Gesellschaft.
Die Pferdebahn entwickelte sich schnell, ihr Netz wurde bald erweitert. Am 15. November 1886 ging eine neue Strecke vom Roßgärter Markt durch die Straße Hinterroßgarten (heute Klinitscheskaja ul.) zum Roßgärter Tor (heute pl. Marschala Wasilewskogo) in Betrieb, die von der Linie vom Steindammer Tor bedient wurde. Ab dem 10. Juni 1887 verkehrte eine neue Linie von der Kronenstraße zum Schützenhaus (Rhesastraße) über Kaiser-Wilhelm-Platz, Poststraße, Paradeplatz und Hintertragheim (heute ul. Sergeewa). Zwischen Börse und Brodbänkenstraße hatte die Bahngesellschaft eine beidseitig angeschlossene Schleife über die Köttelbrücke vorbei am Rathaus gebaut. 1895 gab es somit in Königsberg fünf Pferdebahn-Linien:
- Kronenstraße – Vorstadt – Kaiser-Wilhelm-Platz – Steindammer Tor
- Kronenstraße – Vorstadt – Kaiser-Wilhelm-Platz – Paradeplatz – Hintertragheim (heute ul. Sergeewa) – Schützenhaus (Rhesastraße)
- Ost- und Südbahnhof – Vorstadt – Kaiser-Wilhelm-Platz – Münzplatz – Roßgärter Markt – Königstor
- Steindammer Tor – Münzplatz – Roßgärter Markt – Hinterroßgarten (heute Klinitscheskaja ul.) – Roßgärter Tor
- Steindamm/Poststraße – Steindammer Tor – Tiergarten – Julchental/Luisenwahl (heute Zentraler Kultur- und Erholungspark)

Das Liniennetz wurde in den folgenden Jahren umgestaltet, sodass nach der Eröffnung der Verlängerung vom Königstor nach Kalthof am 17. August 1897 acht Linien im Einsatz waren. Inzwischen war von der Stadt Königsberg 1895 die elektrische Straßenbahn in Betrieb genommen worden. Sie hatte keine Gleisverbindung zur bestehenden Pferdebahn, da sie in Meterspur gebaut war, während die Pferdebahn normalspurig war. Für eine Genehmigung zur Elektrifizierung verlangte die Stadt nun die Umspurung der Pferdebahnstrecken in Meterspur. Die Gesellschaft weigerte sich und so blieb der Pferdebahnbetrieb zunächst bestehen. Erst 1900 erklärte man sich zur Umspurung bereit und die Gesellschaft konnte am 11. Mai 1900 die erste Strecke in Meterspur und elektrisch betreiben. Es war die Linie von der Poststraße in die Hufen (Restaurant „Julchental“), die gleichzeitig über Amalienau und Ratshof nach Juditten verlängert wurde. Am selben Tag ging eine Neubaustrecke in Betrieb, die am Cranzer Bahnhof (später Nordbahnhof) von der Hufen-Strecke abzweigte und über die Beethovenstraße und Hermannsallee (später Hagenstraße) nach Hammer (Luisenallee) führte. Kurz darauf wurde auch die Strecke von der Poststraße zum Schützenhaus elektrifiziert und umgespurt. Sie wurde dabei aus der Straße Hinter Tragheim herausgelöst und durch Mittel Tragheim und die Schönstraße geführt. Die Pferdebahngesellschaft wurde zum 1. April 1901 in Königsberger Straßenbahn AG (KÖSAG) umbenannt.
Nachdem die Konzession der Pferdebahn abgelaufen war, übernahm die Stadt am 18. Juni 1901 den noch verbleibenden Pferdebahnbetrieb, mit Ausnahme der bereits umgespurten und elektrifizierten Linien von der Poststraße nach Juditten und zum Schützenhaus. Die restliche Pferdebahn wurde dann von der Stadt zügig umgespurt. Das letzte Mal fuhren Pferdebahnen schließlich Ende 1901 über die Straßen Königsbergs. Das alte Pferdebahndepot am Heumarkt wurde dann stillgelegt und an der Strecke nach Hammer in Höhe der späteren Hindenburgstraße ein neues Depot eröffnet. Die KÖSAG ging mit ihren Linien erst zum 1. April 1909 in das Eigentum der Stadt über. Die Strecken wurden in das städtische Netz integriert.

### Städtische Straßenbahn bis 1922
Die Eröffnung der städtischen elektrischen Straßenbahn in Königsberg fand am 31. Mai 1895 statt. Ihre erste Linie ging vom Pillauer Bahnhof (schon zu deutscher Zeit abgerissen, befand sich an der Lizentgrabenstr. / ul. Mariupolskaja) über den Kaiser-Wilhelm-Platz, wo die Pferdebahn gekreuzt wurde, bis zum damaligen Neuen Markt (am heutigen Moskowskij-Prospekt in Höhe der neuen Pregelbrücke). Hier befand sich im Mühlenberg (heute überbaut) das Elektrizitätswerk und das erste Depot der elektrischen Straßenbahn. Die Strecke wurde am 22. Juni 1895 zur Augustastraße (ul. Griga) verlängert, die Endstelle lag nördlich der Königstraße (ul. Frunse) an der Friedrichstraße. Der Betrieb firmierte als Städtische Elektrische Straßenbahn Königsberg.
Die zweite Linie führte ab 6. März 1898 von Oberlaak (am Volksgarten) über die Schmiedebrücke, Dom, Honigbrücke, Weidendamm, Hohe Brücke, Viehmarkt, Aweider Allee zum Schlachthof. Hier entstand an der Schönfließer/Aweider Allee ein zweites Depot. Außerdem wurde am 1. Mai 1898 die Strecke über die Holzbrücke sowie die Zweigstrecke vom Viehmarkt über Unterhaberberg und Alter Garten (ul. Bagrationa) zum Brandenburger Tor eröffnet, auf der zwei Linien, zum Neuen Markt und zum Kaiser-Wilhelm-Platz, verkehrten. Am 15. September 1899 ging die Zweigstrecke von der Sackheimer Straße zum Sackheimer Tor in Betrieb. Am 8. August 1900 wurde die Linie zum Brandenburger Tor über die Berliner Straße (heute ul. A. Suworowa) zur Brauerei Schönbusch (heute ul. A. Suworowa/Kamskaja ul.) verlängert.
1899 gab es in der Stadt vier elektrische Straßenbahnlinien, 1902 waren es acht, 1904 elf, und 1927 hatte die Anzahl der Straßenbahnlinien fünfzehn erreicht. Jede Linie hatte eine eigene Erkennungsfarbe, erst 1910 wurden Liniennummern eingeführt. Nach der Übernahme der KÖSAG-Pferdebahnstrecken begann sofort die Umspurung und Elektrifizierung dieser Strecken. Am 21. Dezember 1901 war dies mit der Strecke von der Poststraße über Münzplatz und Königstor nach Kalthof abgeschlossen.
Am 22. Juni 1902 verlängerte die Städtische Straßenbahn ihre erste Linie über den Pillauer Bahnhof hinaus vorbei am Holländerbaum nach Cosse. 1905 wurde dann in Cosse die neue Hauptwerkstatt der Straßenbahn und ein Betriebshof eröffnet. Am 14. Dezember 1906 eröffnete die Bahn eine Neubaustrecke vom Wrangelturm zum Ottokarplatz in Maraunenhof, die am 14. Mai 1913 bis zur Endstelle Maraunenhof an der Cranzer Allee verlängert wurde. Die Strecke nach Schönbusch wurde am 30. September 1908 nach Ponarth zum dortigen Bahnhof verlängert. Außer diesen Strecken entstanden mehrere Verbindungsstrecken in der Altstadt.
Bereits vor 1910 war die Strecke von Unterlaak nach Oberlaak stillgelegt worden. Mit der Übernahme der KÖSAG 1909 benannte die Stadt den Betrieb in Elektrizitätswerke und Straßenbahn Königsberg AG um.
1910 waren folgende Linien in Betrieb (noch ohne Liniennummern):
- grün: Cosse – Holländerbaumtor – Lizentbahnhof – Laak – Kaiser-Wilhelm-Platz – Münchenhofplatz – Neuer Markt – Sackheimer Tor (alle 15 Minuten)
- grün-weiß: Lizentbahnhof – Laak – Kaiser-Wilhelm-Platz – Münchenhofplatz – Neuer Markt – Augusta-/Friedrichstraße (alle 15 Minuten)
- weiß mit blauem Strich (Licht blau-weiß): Tiergarten – Cranzer Bahnhof – Steindammer Tor – Wrangelstraße – Mitteltragheim – Münzplatz – Schmiedebrücke – Dom – Honigbrücke – Weidendamm – Viehmarkt – Friedländer Tor – Rosenau/Schlachthof (alle 10 Minuten)
- weiß: Amalienau (Korinthenbaum) – Lawsker Allee – Tiergarten – Cranzer Bahnhof – Steindammer Tor – Poststraße – Kaiser-Wilhelm-Platz – Vorstadt – Unterhaberberg – Viehmarkt (etwa alle 7 Minuten)
- weiß mit roten Streifen (Licht weiß-rot): Kaiser-Wilhelm-Platz – Vorstadt – Alter Garten – Brandenburger Tor – Nassengärter Tor – Schönbusch – Ponarth, Bahnhof (alle 10 Minuten)
- gelb-rot: Hammerweg – Tiergarten – Cranzer Bahnhof – Steindammer Tor – Poststraße – Münzplatz – Roßgärter Markt – Königstor (alle 7 Minuten)
- blau: Maraunenhof, Ottokarplatz – Wrangelturm – Schützenhaus – Mitteltragheim – Münzplatz (alle 20 Minuten)
- grün-rot: Hauptbahnhöfe – Bahnhofstraße – Vorstadt – Kaiser-Wilhelm-Platz – Poststraße – Paradeplatz – Mitteltragheim – Schützenhaus – Roßgärter Tor – Roßgärter Markt – Neuer Markt – Münchenhofplatz – Holzbrücke – Weidendamm – Kaiserbrücke – Jahrmarktsplatz – Kaiserstraße – Hauptbahnhöfe (Ringlinie in diese Richtung) (alle 7 Minuten)
- grün mit rotem Rand (Licht grün-rot): Ringlinie in die entgegengesetzte Richtung (alle 7 Minuten)
- gelb: Hauptbahnhöfe – Bahnhofstraße – Vorstadt – Kaiser-Wilhelm-Platz – Münzplatz – Roßgärter Markt – Königstor – Kalthof (alle 7 Minuten)
- blau-gelb: Hauptbahnhöfe – Kaiserstraße – Vorstadt – Kaiser-Wilhelm-Platz – Poststraße – Steindammer Tor – Cranzer Bahnhof – Samlandbahnhof – Beethovenstraße (ul. Kirowa) – Hermanns-/Luisenallee (alle 10 Minuten)
- gelb-weiß: Poststraße – Steindammer Tor – Cranzer Bahnhof – Tiergarten – Markthalle – Bahnhof Mittelhufen – Hardershof – Bahnhof Vorderhufen – Samlandbahnhof – Cranzer Bahnhof – Steindammer Tor – Poststraße (Ringlinie in beide Richtungen, jeweils alle 20 Minuten)
- rot: Juditten – Ratshof – Amalienau – Lawsker Allee – Tiergarten – Cranzer Bahnhof – Steindammer Tor – Poststraße (alle 20 Minuten)

Nach 1910 wurde noch eine Zweigstrecke von der Hufenallee über die Claaßstraße zu den Friedhöfen (in der Nähe des heutigen Kinderkrankenhauses) eröffnet und die Strecke zur Hermannsallee (später Hagenstraße) wurde nach Hammer verlängert. Einige Strecken, nämlich die Querverbindung vom Tiergarten nach Hardershof, die Strecke zu den Friedhöfen, die Verbindung von der Poststraße über Schloßplatz, Dom zur Honigbrücke sowie die Strecke in der Augustastraße, wurden bis Anfang der 1920er Jahre wieder stillgelegt.

### Zwischen den Weltkriegen
1922 erfolgte eine erneute Umfirmierung des Straßenbahnbetriebs, nämlich in Königsberger Werke und Straßenbahn GmbH. Nach den bereits genannten Streckenstilllegungen gab es 1924 die ersten Neubaustrecken, und zwar vom Roßgärter Tor zum Krematorium (heute Friedhof Mitschurinets-1) und von Kalthof zum Flughafen Devau. Nach diesen Eröffnungen verkehrten folgende Linien:
| Linie | Streckenführung | Länge (km) |
| ----- | --- | ---------- |
| 1     | Hauptbahnhöfe – Jahrmarktsplatz – Weidendamm – Mittelanger – Roßgärter Markt – Roßgärter Tor – Schützenhaus – Mitteltragheim – Paradeplatz – Poststraße – Kaiser-Wilhelm-Platz – Vorstadt – Hauptbahnhöfe (in beide Richtungen) | 7,27       |
| 2     | Hauptbahnhöfe – Vorstadt – Kaiser-Wilhelm-Platz – Münzplatz – Roßgärter Markt – Königstor – Kalthof – Flughafen Devau | 5,55       |
| 3     | Hauptbahnhöfe – Vorstadt – Kaiser-Wilhelm-Platz – Poststraße – Steindammer Tor – Cranzer Bahnhof – Samlandbahnhof – Beethovenstraße – Hagenstraße – Hammer                                                                      | 5,96       |
| 4     | Viehmarkt – Unterhaberberg – Vorstadt – Kaiser-Wilhelm-Platz – Poststraße – Steindammer Tor – Cranzer Bahnhof – Tiergarten – Lawsker Allee – Amalienau                                                                          | 6,30       |
| 5     | Schlachthof/Rosenau – Friedländer Tor – Viehmarkt – Hohe Brücke – Weidendamm – Münchenhofplatz (Depot/E-Werk) | 2,80       |
| 6     | Hammerweg – Tiergarten – Cranzer Bahnhof – Steindammer Tor – Wrangelstraße – Mitteltragheim – Münzplatz – Roßgärter Markt – Königstor                                                                                           | 5,51       |
| 7     | Poststraße – Steindammer Tor – Cranzer Bahnhof – Tiergarten – Amalienau – Ratshof – Juditten | 6,71       |
| 8     | Münzplatz – Mitteltragheim – Schützenhaus – Wrangelturm – Maraunenhof | 4,34       |
| 9     | Lizentbahnhof – Laak – Kaiser-Wilhelm-Platz – Münchenhofplatz – Neuer Markt – Sackheimer Tor | 3,74       |
| 10    | Cosse – Lizentbahnhof – Laak – Kaiser-Wilhelm-Platz – Münchenhofplatz – Neuer Markt – Sackheimer Tor | 4,54       |
| 11    | Ponarth, Bahnhof – Schönbusch – Nasser Garten – Brandenburger Tor – Alter Garten – Vorstadt – Kaiser-Wilhelm-Platz | 5,50       |
| 12    | Poststraße – Steindammer Tor – Cranzer Bahnhof – Samlandbahnhof – Hardershof | 3,19       |
| 13    | Poststraße – Steindammer Tor – Cranzer Bahnhof – Samlandbahnhof – Beethovenstraße – Hagenstraße/Luisenallee | 3,12       |
| 15    | Roßgärter Markt – Roßgärter Tor – Krematorium | 3,31       |

Im Oktober 1926 wurden die Verlängerung der Linie 11 bis Ponarth-West und die Neubaustrecke von der Kronenstraße über Dirschauer Straße nach Ponarth-Ost in Betrieb genommen. Die Strecke nach Ponarth-Ost wurde von einer neuen Linie 15 betrieben, die vom Kaiser-Wilhelm-Platz dorthin verkehrte. Die bisherige Linie 15 wurde durch eine Verlängerung der Linie 8 ersetzt, die nun als Fast-Ringlinie von Maraunenhof über Münzplatz und Roßgärter Markt zum Krematorium (nur wenige hundert Meter von der Endstelle Maraunenhof entfernt) fuhr.
Im Herbst 1927 konnten die nächsten beiden Neubaustrecken eröffnet werden. Die Strecke nach Hammer wurde zur Kunstakademie (heute ul. Bassejnaja) verlängert, und von der Wrangelstraße durch die Samitter Allee (heute ul. Gorkogo) ging am 7. Dezember des Jahres eine neue Strecke nach Tragheimer Palve (Endstelle am Fritzener Weg, nördlich der Eisenbahnbrücke) in Betrieb. Die Linie 13 fuhr nun bis zur Kunstakademie, während die Linie 15 zur Hagenstraße/Luisenallee verlängert wurde. Eine neue Linie 14 verkehrte von Tragheimer Palve über Mitteltragheim, Paradeplatz, Poststraße, Cranzer Bahnhof nach Hardershof. Gleichzeitig wurde die Linie 4 nach Ratshof verlängert.
Die Strecke der Linie 5 zwischen Viehmarkt und Lindenstraße/Kaiserbrücke wurde 1928 stillgelegt und die Linie 5 eingestellt. Zum Schlachthof in Rosenau verkehrte nun die verlängerte Linie 4. Neben den Neubaustrecken wurden bis 1938 weite Teile des Netzes zweigleisig ausgebaut und teilweise auf eigenen Bahnkörper neben der Straße verlegt. Die Strecke nach Hammer wurde dabei beispielsweise aus der Hagenstraße heraus auf den parallel verlaufenden und seit Eröffnung der neuen Bahnhöfe hier stillliegenden Bahnkörper der Bahnstrecke Königsberg–Tilsit verlegt, die in den neuen Nordbahnhof eingeführt worden war. Außerdem wurden Wendeschleifen in Hammer, Maraunenhof, Königstor, Schlachthof, Ponarth-Ost und Hammerweg gebaut.
Eine wesentliche Umgestaltung erfuhr das Netz am 19. September 1929, als der neue Königsberger Hauptbahnhof südlich der Vorstadt eröffnet wurde. Er wurde mit einer beidseitig angeschlossenen viergleisigen Gleisschleife von der Kronenstraße aus an das Straßenbahnnetz angebunden. Die bisher an den alten Hauptbahnhöfen endenden Linien 1, 2 und 3 fuhren nun zum neuen Hauptbahnhof, die alten Strecken durch die westliche Kaiserstraße und durch die Bahnhofstraße zu den alten Bahnhöfen wurden gleichzeitig stillgelegt. Um die Innenstadt von Endstellen zu befreien, wurde außerdem die Linie 7 über den Paradeplatz und Schützenhaus nach Maraunenhof verlängert. Die Linie 8 verkehrte stattdessen von Tragheimer Palve über Mitteltragheim, Roßgarten zum Krematorium. Die Linie 14 wurde eingestellt. Die Linie 12 wurde über die Vorstadt zum Schlachthof verlängert, die bisher dorthin fahrende Linie 4 verkehrte nun ebenfalls zum Hauptbahnhof. Auch die Linie 13 wurde zum Hauptbahnhof geführt. Damit endete nun nur noch die Linie 11 im Stadtzentrum. Sie hatte jedoch eine Endstelle in der Altstädtischen Bergstraße, abseits der durchgehenden Strecken. Mit Eröffnung des neuen Eisenbahnknotens ging in Holländerbaum ein neuer Bahnhof in Betrieb, der den Lizentbahnhof ersetzte und zu dem nun die Linie 9 verlängert wurde.
1930 ging auch der neue Nordbahnhof in Betrieb, an dessen Ostseite eine dreigleisige Wendeschleife gebaut wurde, die auch für den Messesonderverkehr von Bedeutung war. 1931 wurde die Linie 13 eingestellt und stattdessen die Linie 15 zur Kunstakademie verlängert. Hinter dem neuen Hauptbahnhof, an der Dirschauer Straße, entstand bis Juli 1931 ein neues großzügiges Depot für die Straßenbahn, das als einziges noch heute für die Straßenbahn genutzt wird.
1933 erfuhr die Strecke zur Tragheimer Palve eine kurze Verlängerung zum Grünhoffer Weg (heute Zeljonaja ul.). Im September 1935 wurde die Wrangelstraße verbreitert und erhielt zwischen Fließstraße und Nachtigallenweg nun ebenfalls Straßenbahngleise. Außerdem wurden Gleise in einem neuen Straßendurchbruch im Gelände der früheren Kürassierkaserne in nördlicher Verlängerung der Straße Mitteltragheim eingebaut. Die Strecken von der Regierung (Mitteltragheim/Schönstraße) durch die Schön- und Fließstraße sowie durch die Schönstraße, Rhesastraße, vorbei am Schützenhaus und durch den Nachtigallensteig wurden im Gegenzug stillgelegt. Die Änderung bewirkte eine erneute Umgestaltung des Liniennetzes. Die Linie 1 verkehrte nun vom Hauptbahnhof über Kaiserstraße, Neuer Markt, Roßgärter Tor und Wrangelstraße zum Nordbahnhof. Neu eingeführt wurde die Linie 5, die vom Hauptbahnhof über Kaiser-Wilhelm-Platz, Paradeplatz, Mitteltragheim, Wrangelstraße zum Grünhoffer Weg fuhr. Die Linie 8 fuhr neu von Ponarth-West über Kaiser-Wilhelm-Platz, Münzplatz zum Krematorium, die Linie 11 wurde eingestellt.
Kurz darauf wurde die Linie 1 nach Hardershof verlängert und durch eine neue Linie 11 ergänzt, die vom Hauptbahnhof im selben Laufweg zur Hagenstraße/Luisenallee verkehrte. Auf allen Linien wurde nun alle 10 Minuten gefahren, früh bis 8 Uhr, sonntags bis 12 Uhr, alle 12 Minuten, in den Nachtstunden alle 20 Minuten. Die Betriebszeit der Straßenbahnen ging von 5 Uhr morgens bis 1:30 Uhr nachts. Am 4. Mai 1938 wurde die letzte Neubaustrecke vor Kriegsausbruch eröffnet. Sie verband die Endstellen Maraunenhof und Krematorium, sodass die Linie 8 nun ebenfalls nach Maraunenhof fuhr. Gleichzeitig tauschten die Linien 3 und 15 ihre nördliche Endstellen, sodass die 3 nun zur Kunstakademie und die 15 nach Hammer verkehrten.
Mit diesen Änderungen war zum 4. Mai 1938 folgendes Liniennetz in Betrieb (zeitgenössische Straßenumbenennungen sind hier nicht berücksichtigt):
| Linie | Streckenführung | Länge (km) |
| ----- | --- | ---------- |
| 1     | Hauptbahnhof – Jahrmarktsplatz – Weidendamm – Mittelanger – Roßgärter Markt – Roßgärter Tor – Wrangelstraße – Nordbahnhof – Hardershof | 8,08       |
| 2     | Hauptbahnhof – Vorstadt – Kaiser-Wilhelm-Platz – Münzplatz – Roßgärter Markt – Königstor – Kalthof – Flughafen Devau | 5,92       |
| 3     | Hauptbahnhof – Vorstadt – Kaiser-Wilhelm-Platz – Poststraße – Steindammer Tor – Nordbahnhof – Beethovenstraße – Hagenstraße – Hammer – Kunstakademie | 7,14       |
| 4     | Hauptbahnhof – Vorstadt – Kaiser-Wilhelm-Platz – Poststraße – Steindammer Tor – Nordbahnhof – Tiergarten – Lawsker Allee – Amalienau – Ratshof | 6,72       |
| 5     | Hauptbahnhof – Vorstadt – Kaiser-Wilhelm-Platz – Poststraße – Paradeplatz – Mitteltragheim – Wrangelstraße – Tragheimer Palve – Grünhoffer Weg | 6,12       |
| 6     | Hammerweg – Tiergarten – Nordbahnhof – Steindammer Tor – Wrangelstraße – Mitteltragheim – Münzplatz – Roßgärter Markt – Königstor | 5,57       |
| 7     | Maraunenhof – Wrangelturm – Mitteltragheim – Paradeplatz – Poststraße – Steindammer Tor – Nordbahnhof – Tiergarten – Amalienau – Ratshof – Juditten | 10,72      |
| 8     | Ponarth-West – Bahnhof Ponarth – Schönbusch – Brandenburger Tor – Vorstadt – Kaiser-Wilhelm-Platz – Münzplatz – Roßgärter Markt – Roßgärter Tor – Krematorium – Maraunenhof | 10,03      |
| 9     | Bf. Holländerbaum – Laak – Kaiser-Wilhelm-Platz – Münchenhofplatz – Neuer Markt – Sackheimer Tor | 3,74       |
| 10    | Cosse – Bf. Holländerbaum – Laak – Kaiser-Wilhelm-Platz – Münchenhofplatz – Neuer Markt – Sackheimer Tor | 4,57       |
| 11    | Hauptbahnhof – Jahrmarktsplatz – Weidendamm – Mittelanger – Roßgärter Markt – Roßgärter Tor – Wrangelstraße – Nordbahnhof – Beethovenstraße – Hagenstraße/Luisenallee | 7,62       |
| 12    | Rosenau/Schlachthof – Friedländer Tor – Viehmarkt – Unterhaberberg – Vorstadt – Kaiser-Wilhelm-Platz – Poststraße – Steindammer Tor – Nordbahnhof – Hardershof | 7,57       |
| 15    | Ponarth-Ost – Dirschauer Straße – (Hauptbahnhof) – Vorstadt – Kaiser-Wilhelm-Platz – Poststraße – Steindammer Tor – Nordbahnhof – Beethovenstraße – Hagenstraße – Hammer (– Kunstakademie) (in den Früh- und Abendstunden als Linie 3/15 über die Hauptbahnhofschleife und bis Kunstakademie) | 8,64       |

### Im Zweiten Weltkrieg
Nach Kriegsbeginn 1939 wurden einige Einschränkungen wirksam. So wurden noch im selben Jahr die Linien 6 und 11 ersatzlos eingestellt. Die Strecken beider Linien wurden fast vollständig auch durch andere Linien befahren, sodass lediglich die Strecke von Mitteltragheim zum Münzplatz kurzzeitig außer Betrieb ging. Auch die Einsatzlinien im Berufsverkehr auf den Linien 9 und 12 verschwanden. Die Zugfolge wurde ganztags auf einen 12-Minuten-Abstand vergrößert. Die Linien 9 und 10 wurden zur Linie 9/10 verknüpft, nur noch jeder dritte Wagen fuhr nach Cosse. Die Linie 9/10 verblieb jedoch als einzige beim 10-Minuten-Grundtakt. Die bisher nur in Tagesrandlage bestehende Verknüpfung der Linien 3 und 15 wurde nun ebenfalls ganztags eingeführt. Die Einschränkungen wurden im Laufe des Jahres 1940 wieder aufgehoben, lediglich die Zugfolge (außer bei Linien 9 und 10) blieb bei 12 Minuten und die Linie 11 endete nicht mehr am Hauptbahnhof, sondern am Münchenhofplatz.
Ab 1941 verkehrten einige Linien in Tagesrandlage auf verkürzten Strecken und dann mit einer geänderten Liniennummer. Die Linie 4 wurde nach Juditten verlängert und die Linie 7 endete stattdessen in Ratshof. In Tagesrandlage verkehrte sie nicht, stattdessen fuhr die Linie 17 vom Nordbahnhof nach Maraunenhof. Auch die Linien 1 und 5 fuhren in Tagesrandlage nicht mehr. Sie wurden durch die Linien 21 und 25 ersetzt. Die 21 verkehrte vom Nordbahnhof zum Hauptbahnhof im Linienweg der 1, die Linie 25 pendelte zwischen der Wendeschleife Börse (Häuserblockumfahrung über Börsenstraße, Körtebrücke, Rathaus und Brodbänkenstraße) und Grünhoffer Weg.
Königsberg blieb von Bombenangriffen verschont, bis am 26. August 1941 der Norden (nördlich der Wrangelstraße) der Stadt und in der Nacht vom 29. zum 30. August die gesamte Altstadt bombardiert wurden und die Straßenbahnstrecken in dem Bereich beschädigten oder zerstörten. Nach dem ersten Angriff war am 29. August das Netz wieder vollständig in Betrieb, nach dem zweiten dauerte es bis zum 1. September, bis auf einigen Außenabschnitten der Betrieb aufgenommen werden konnte. Dies waren ausgehend vom Nordbahnhof die Linien 4 nach Juditten, 12 nach Hardershof und 15 zur Kunstakademie. Im Süden fuhren ab der Kreuzung Alter Garten/Vorstadt die Linien 8 nach Ponarth-West, 12 nach Rosenau und 15 nach Ponarth-Ost. Ab dem 5. September konnte im Norden die Linie 7 von Ratshof über die Wrangelstraße nach Maraunenhof und die 25 von der Wrangelstraße zum Grünhoffer Weg wieder fahren. Am 7. September fuhren mit der 12 und der 15 erstmals wieder Linien ins Stadtzentrum, nachdem die Strecke im Steindamm bis zur Poststraße hergerichtet worden war. Der durchgehende Betrieb mit fünf Linien über den Kaiser-Wilhelm-Platz bis zur Vorstadt wurde am 11. September wiederaufgenommen. Die Linien 3 und 4 fuhren dann bis zum Hauptbahnhof, die Linien 12 und 15 auf ihren angestammten Linienwegen und die Linie 8 im Norden bis zum Nordbahnhof. Die übrigen Strecken blieben bis Kriegsende außer Betrieb.
Im Januar 1945 wurde der Straßenbahnverkehr in Königsberg aufgrund der Kriegsereignisse eingestellt. Die Bombenangriffe und der Sturm auf die Stadt hatten der Straßenbahn große Schäden zugefügt: Vier der fünf Depots sowie ein Großteil des Rollmaterials wurden zerstört.

### Entwicklung 1945 bis 1994

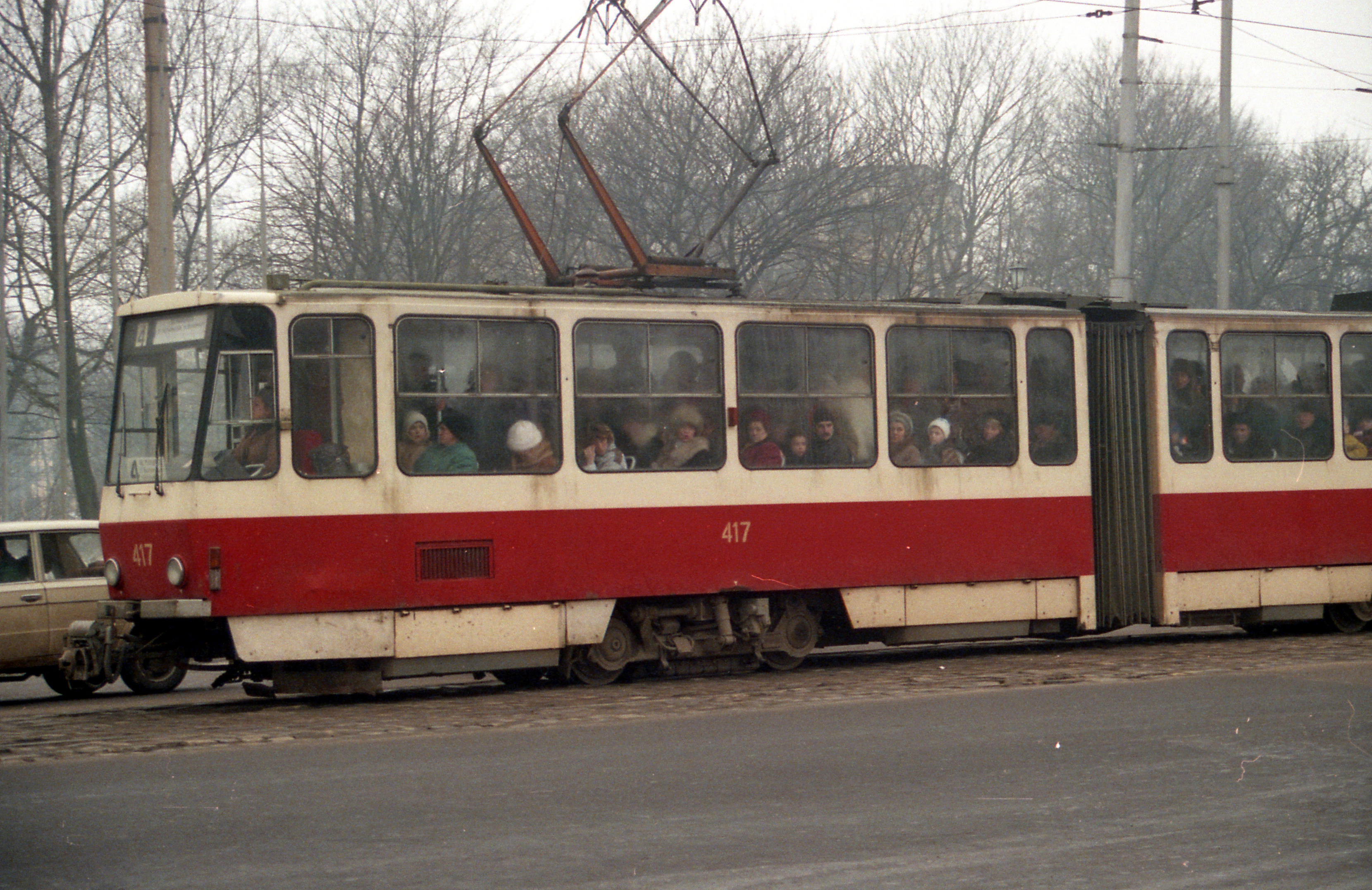
Straßenbahn Linie 4 im Februar 1993

Den neuen sowjetischen Machthabern war an einer schnellen Wiederaufnahme des Straßenbahnbetriebes gelegen. Am 7. November 1946 wurde der Verkehr auf einem Rumpfnetz wieder aufgenommen, zunächst von Laak (mit Betriebsstrecke zum Betriebshof Cosse) über Kaiser-Wilhelm-Platz und Nordbahnhof zur Hufenallee. Die Strecke wurde am 24. November nach Juditten verlängert. Im Sommer 1947 bestand das Netz aus drei Linien, die in Laak über die Häuserblockumfahrung wendeten. Eine Linie 1 fuhr von dort über den Steindamm nach Juditten, eine Linie 3 in Richtung Hardershof (zunächst nicht bis zur Endstelle) und eine Linie 2 fuhr über Münchenhofplatz und Weidendamm bis zur Kaiserbrücke. Außerdem fuhr eine Linie 2 vom Depot Dirschauer Straße aus bis zum Viehmarkt. Die Linien, die in Laak endeten, wurden vom Depot Cosse eingesetzt. Im August konnte die Linie 2 durchgehend von Laak über Weidendamm zur Dirschauer Straße fahren, nachdem eine Neubaustrecke von der Kaiserbrücke zum Viehmarkt über die Hohe Brücke eingebaut wurde, die es bereits bis 1928 einmal gegeben hatte. Am 15. September kam eine Linie 4 hinzu, die von Laak über Münzplatz, Roßgärter Markt zum Königstor verkehrte. Ab dem 1. Oktober fuhr eine Linie 5 von Laak über Weidendamm zum Schlachthof. Am 7. November wurde die Linie 3 noch bis zum Theater in Hardershof verlängert, erst 1960 war die frühere Endstelle wieder erreicht. Eingesetzt wurden auf diesem Netz 129 wiederhergestellte Straßenbahnen (zum Vergleich: 1939 waren in Königsberg 251 Straßenbahnen im Einsatz).
Inzwischen waren auch andere Strecken wiedereröffnet worden, sodass die aus deutscher Zeit stammenden Straßenbahntrassen damit – mit einigen Modifikationen – im Wesentlichen bis in die jüngste Vergangenheit weiter genutzt wurden, wenn auch die einzelnen Linienführungen verändert wurden.
Lediglich im früheren Stadtzentrum, das während des Zweiten Weltkrieges vollständig zerstört wurde, sind einige Trassen aufgehoben bzw. verlegt worden. Ersatzlos beseitigt wurden die Gleise über den früheren Paradeplatz. Die Strecke im Steindamm (heute Leninski-Prospekt) und nach Tragheimer Palve wurden zwar wiederhergestellt, aber zumindest 1960 zeitweise nicht befahren. Ebenfalls nicht wieder mit der Straßenbahn erreicht werden konnten die früheren Endstellen Cosse und Sackheimer Tor. Von der Strecke der früheren Linie 10 wurde nur der Abschnitt von der Zufahrt zur Hauptwerkstatt in Cosse nach Osten bis zum Neuen Markt wieder eingerichtet.
Nennenswerte Ausbauten des Straßenbahnnetzes erfolgten nach dem Krieg nur wenige. Noch vor 1950 ging die Verbindung der bisherigen Endstellen Ponarth-West und Ponarth-Ost sowie in den 1950er Jahren die Zweigstrecke vom Contiener Weg (dann Transportnaja ul.) zur Jantar-Werft (ehem. Schichau-Werft) in Betrieb. Somit wurde im Mai 1960 folgendes Liniennetz betrieben (heutige Ortsbezeichnungen, deutsche Ortsnamen in Klammern):
| Linie | Streckenführung |
| ----- | --- |
| 1     | Lesnaja Alleja (Juditten) – Kalinin-Kulturpark (Ratshof) – Nordbahnhof – ul. Tschernjachowskogo (Wrangelstraße) – ul. Thälmanna (Herzog-Albrecht-Allee) – Maraunenhof |
| 2     | Kalinin-Kulturpark (Ratshof) – Nordbahnhof – ul. Tschernjachowskogo (Wrangelstraße) – Proletarskaja ul. (Mitteltragheim) – ul. Schewtschenko (Münzplatz/Poststraße) – Zentralnaja pl. (Kaiser-Wilhelm-Platz) – Leninskij pr. (Kneiphöfsche Langgasse, Vorstadt, Kronenstraße) – Kijewskaja ul. (Dirschauer Straße) – Ponarth – Transportnaja ul. – Jantar-Werft (Schichau-Werft) |
| 4     | Kalinin-Kulturpark (Ratshof) – Nordbahnhof – ul. Tschernjachowskogo (Wrangelstraße) – pl. Marschala Wasilewskogo (Roßgärter Tor) – Klinitscheskaja ul. (Hinterroßgarten) – ul. Frunse (Königstraße) – ul. Jurija Gagarina (Labiauer Straße) – Flughafen Devau |
| 5     | Theater (Hardershof) – Sowjetskij pr. (Fuchsberger Allee) – Nordbahnhof – ul. Tschernjachowskogo (Wrangelstraße) – pl. Marschala Wasilewskogo (Roßgärter Tor) – Klinitscheskaja ul. (Hinterroßgarten) – Oktjabrskaja ul. (Lindenstraße, Weidendamm) – ul. Dzerschinskogo (Friedländer Torplatz) – Alleja Smelych (Aweider Allee) – Fleischkombinat (Schlachthof)                 |
| 6     | Bassejnaja ul. (Kunstakademie) – ul. Kirowa (Beethovenstraße) – Nordbahnhof |
| 8     | Hauptwerkstatt Cosse (in der Magnitnaja ul.) – ul. Prawaja Nabereschnaja (Holsteiner Damm) – Moskowskij pr. (Unterlaak, Altstädtische Langgasse) – Zentralnaja pl. (Kaiser-Wilhelm-Platz) – Oktjabrskaja ul. (Lindenstraße, Weidendamm) – ul. Dzerschinskogo (Friedländer Torplatz) – Alleja Smelych (Aweider Allee) – Fleischkombinat (Schlachthof)                             |
| 9     | ul. Thälmanna (Maraunenhof) – ul. Aleksandra Newskogo (Cranzer Allee) – pl. Marschala Wasilewskogo (Roßgärter Tor) – Klinitscheskaja ul. (Hinterroßgarten) – ul. Schewtschenko (Münzplatz/Poststraße) – Leninskij pr. (Kneiphöfsche Langgasse, Vorstadt) – ul. Bagrationa (Alter Garten) – ul. A. Suworowa (Berliner Straße) – Transportnaja ul. – Jantar-Werft                  |
| 10    | Fleischkombinat (Schlachthof) – Alleja Smelych (Aweider Allee) – ul. Dzerschinskogo (Friedländer Torplatz) – ul. Bagrationa (Unterhaberberg) – Leninskij pr. (Kronenstraße) – Kijewskaja ul. (Dirschauer Straße) – Kinoteatr Rodina (Ponarth-Ost) |

Im August 1970 wurde die Strecke durch die ul. Kirowa stillgelegt und stattdessen eine Neubaustrecke in östlicher Verlängerung des Bahnkörpers auf der ehemaligen Tilsiter Eisenbahnstrecke bis zum Sowjetskij prospekt eröffnet, die von den Bahnen in Richtung Hammer befahren wurde. Inzwischen war aufgrund des Umbaus des Knotenpunkts am Zentralplatz (ehem. Kaiser-Wilhelm-Platz) der Linienbetrieb zur Hauptwerkstatt Cosse eingestellt worden, sodass hier nur noch Werkstattfahrten stattfanden. Daher wurde im Juli 1972 die Strecke umgebaut. Das zweite Gleis wurde entfernt und die Strecke wurde in die ul. Generala Butkowa und das Moskowskij prospekt verlegt und befuhr nun nicht mehr die ul. Mariupolskaja (Lizentgrabenstraße), da die kurvenreiche Ortsdurchfahrt durch Laak abgerissen werden sollte. Die Straßen dieser Ortsdurchfahrt wurden in der Folge teilweise überbaut. Weitere Trassenkorrekturen wurden durch die Verschwenkung der Straße Steindamm (heute nördlicher Abschnitt des Lenin-Prospekts) im Bereich des ehem. Schlosses und den Neubau der Hochbrücke über die Insel Kneiphof erforderlich, was am 5. November 1972 abgeschlossen war. Gleichzeitig wurde nun auch die Strecke durch die frühere Straße Mitteltragheim stillgelegt.
Am 6. Juli 1973 wurde die Hardershof-Strecke um einige hundert Meter nach Westen zu einer neuen Endstelle an der ul. Marschala Borsowa verlängert, wo eine Plattenbausiedlung entstanden war. Die Straßenbahntrasse vom Roßgärter Tor zur ul. Frunse (ehem. Königstraße) wurde am 16. August 1974 von den Straßen Vorder- und Hinterroßgarten in die östlich davon neu geschaffene Straße des 9. April (entspricht in etwa dem Verlauf von Altroßgärter Predigerstr., Kalthöfischer und Jägerhofstraße) verlegt. Die alte Strecke wurde erst zum 13. November 1974 stillgelegt. Ab dem 1. September 1975 befuhren die Bahnen auch die südliche Verlängerung der Straße des 9. April bis in Höhe des Neuen Marktes und das westlich daran anschließende Moskowskij prospekt bis zum früheren Münchenhofplatz. Der Abschnitt vom Neuen Markt bis Münchenhofplatz war bereits bis 1944 befahren worden und Teil der ersten elektrischen Straßenbahnlinie Königsbergs. Stillgelegt wurde gleichzeitig die Strecke durch den Mittelanger.
Ab dem 6. Dezember 1994 fuhren die Linien über die Hohe Brücke verschwenkt durch die Bolschaja Pesotschnaja ul., da eine neue, höherliegende Brücke in Betrieb genommen wurde. Es verkehrten nun folgende Linien:
| Linie | Streckenführung |
| ----- | --- |
| 1     | ZBS-2 (Juditten) – st. Oktjabrskaja (Ratshof) – Nordbahnhof – ul. Tschernjachowskogo (Wrangelstraße) – ul. Thälmanna (Herzog-Albrecht-Allee) – Maraunenhof |
| 2     | ul. Bassejnaja (Kunstakademie) – Sowjetskij prospekt (Fuchsberger Allee) – Nordbahnhof – Leninskij pr. (Steindamm, Kneiphöfsche Langgasse, Vorstadt, Kronenstraße) – Kijewskaja ul. (Dirschauer Straße) – Ponarth – Transportnaja ul. – Jantar-Werke (Schichau-Werft) |
| 4     | st. Oktjabrskaja (Ratshof) – Nordbahnhof – ul. Tschernjachowskogo (Wrangelstraße) – pl. Marschala Wasilewskogo (Roßgärter Tor) – ul. 9 Aprelja – ul. Frunse (Königstraße) – ul. Jurija Gagarina (Labiauer Straße) – ul. Orudijnaja (Devau) |
| 5     | ul. Marschala Borsowa (Hardershof-West) – Sowjetskij pr. (Fuchsberger Allee) – Nordbahnhof – ul. Tschernjachowskogo (Wrangelstraße) – pl. Marschala Wasilewskogo (Roßgärter Tor) – ul. 9 Aprelja – Moskowskij pr. (Lutherstraße) – Oktjabrskaja ul. (Lindenstraße, Weidendamm) – ul. Dzerschinskogo (Friedländer Torplatz) – Alleja Smelych (Aweider Allee) – Fleischkombinat (Schlachthof) |
| 6     | Bassejnaja ul. (Kunstakademie) – Sowjetskij pr. (Fuchsberger Allee) – Nordbahnhof – ul. Tschernjachowskogo (Wrangelstraße) – ul. Gorkogo (Samitter Allee) – Zeljonaja ul. (Grünhoffer Weg) |
| 7     | Fleischkombinat (Schlachthof) – Alleja Smelych (Aweider Allee) – ul. Dzerschinskogo (Friedländer Torplatz) – ul. Bagrationa (Unterhaberberg) – Leninskij pr. (Kronenstraße) – Kijewskaja ul. (Dirschauer Straße) – Ponarth – Transportnaja ul. – Jantar-Werke (Schichau-Werft) |
| 8     | ul. Thälmanna (Maraunenhof) – ul. Aleksandra Newskogo (Cranzer Allee) – pl. Marschala Wasilewskogo (Roßgärter Tor) – ul. 9 Aprelja – Moskowskij pr. (Lutherstraße) – Oktjabrskaja ul. (Lindenstraße, Weidendamm) – Bolschaja Pesotschnaja ul. – ul. Bagrationa (Unterhaberberg) – Leninskij pr. (Kronenstraße) – Kijewskaja ul. (Dirschauer Straße) – Ponarth – Gagarin-Park                |
| 9     | ul. Orudijnaja (Devau) – ul. Jurija Gagarina (Labiauer Straße) – ul. Frunse (Königstraße) – ul. 9 Aprelja – Moskowskij pr. (Lutherstraße) – Oktjabrskaja ul. (Lindenstraße, Weidendamm) – Bolschaja Pesotschnaja ul. – ul. Bagrationa (Unterhaberberg, Alter Garten) – ul. A. Suworowa (Berliner Straße) – Transportnaja ul. – Jantar-Werke (Schichau-Werft)                                |
| 10    | Zeljonaja ul. (Grünhoffer Weg) – ul. Gorkogo (Samitter Allee) – ul. Tschernjachowskogo (Wrangelstraße) – pl. Marschala Wasilewskogo (Roßgärter Tor) – ul. 9 Aprelja – ul. Schewtschenko (Münzplatz/Poststraße) – Leninskij pr. (Kneiphöfsche Langgasse, Vorstadt, Kronenstraße) – Südbahnhof                                                                                                |

### Entwicklung seit 1994
Im Unterschied zu anderen Städten Russlands hat die Straßenbahn in Kaliningrad die russische Wirtschaftskrise der 1990er Jahre ohne Verluste überstanden. Es kam zu keiner Streckenstilllegung, und obwohl der Fuhrpark nicht erneuert wurde, fand zumindest eine Generalüberholung der alten Fahrzeuge statt.
Ab Juni 1997 wurden insgesamt 30 Tatra-Triebwagen von der Straßenbahn Halle (Saale) übernommen. Es handelte sich um die Triebwagen 94, 98, 968, 969, 970, 973, 974, 976, 978, 982, 989, 1007, 1022, 1023, 1029, 1033, 1034, 1038, 1045, 1049, 1053, 1060, 1061, 1063, 1074, 1082, 1090, 1091, 1092 und 1097.
Seit Anfang des 21. Jahrhunderts wurde begonnen, die Straßenbahn in Kaliningrad planmäßig von den Straßen zu entfernen. Gleichzeitig wurde auf einigen Abschnitten das Schienennetz saniert. Der Generalplan Kaliningrads sah die Entwicklung der Straßenbahn für die Zukunft vor. So ist die Zukunft der Kaliningrader Straßenbahn mehrdeutig. Mit der Ausdünnung des Liniennetzes wurde 1999 begonnen, als die Linie 7 eingestellt wurde, jedoch kam diese Maßnahme noch ohne Streckenstilllegung aus. Als Ersatz diente ab etwa 2001 eine neue Linie 3 von Ratshof über Ponarth zur Jantar-Werft, die schon 2004 wieder eingestellt wurde, als die Strecke zwischen Contiener Weg und Ponarth-West stillgelegt wurde. 2001 wurde die Linie 10 eingestellt, sodass zum ehemaligen Grünhoffer Weg nur noch die Linie 6 fuhr. Die Strecke vom Lenin-Prospekt über den Münzplatz zum Roßgärter Markt wurde daraufhin stillgelegt.
2005 erfolgte die Stilllegung der Strecke vom Roßgärter Tor (pl. Marschala Wasilewskogo) nach Maraunenhof (Linie 8), gefolgt am 27. Februar 2006 von der Strecke zum Grünhoffer Weg (Zeljonaja ul.) (Linie 6) und am 1. April 2006 von der Strecke nach Hardershof (Linie 5). Ebenfalls 2006 wurden der kurze Abschnitt von Hammerteich zur ul. Bassejnaja (Linie 2) sowie der Abschnitt von Ratshof nach Juditten (Linie 1) stillgelegt. 2008 wurde schließlich die Strecke vom Roßgärter Markt nach Devau stillgelegt (Linien 4 und 9). 2009 war die Hauptwerkstatt der Bahn zum Betriebshof Dirschauer Straße verlegt worden, sodass die lange eingleisige Betriebsstrecke vom Moskau-Prospekt über Laak nach Cosse ebenfalls stillgelegt werden konnte.
2010 folgten die Strecke vom Alten Garten über Brandenburger Tor zur Jantar-Werft (Linie 9), die Strecken vom Depot im Lenin-Prospekt (ehem. Dirschauer Straße) nach Ponarth (Linien 2 und 8) sowie vom Siegesplatz über Lenin-Prospekt nach Unterhaberberg (Linie 2) und 2012 die Strecke vom Nordbahnhof nach Ratshof, sowie von der Wrangelstraße nach Maraunenhof (beide Linie 1). Als Ersatz für die eingestellte Linie 2 war die Linie 3 von Hammer zum Südbahnhof über Roßgarten eingerichtet worden. Nach diesen Stilllegungen war nur noch die Strecke von Hammer über Nordbahnhof, Roßgärter Tor, Straße des 9. April, Hohe Brücke zum Schlachthof und der Abzweig zum Südbahnhof in Betrieb. Der Abschnitt in der Oktjabrskaja ul. (ehem. Lindenstraße) und über die Hohe Brücke wurde 2006 bis 2010 umfangreich saniert. Am 25. Juni 2015 wurde auch die Linie 3 eingestellt, so dass aktuell (2020) nur noch die Linie 5 verkehrt. Die Trasse zum Südbahnhof wird nicht mehr im Linienverkehr genutzt, jedoch weiterhin als Betriebsstrecke bis zum einzigen Betriebshof der Straßenbahn an der ul. Kievskaja. Am 9. Mai 2022 sollte die Linie 3 zwischen Südbahnhof und Kalinin-Kulturpark eröffnet werden, deren Eröffnung allerdings erst am 5. Dezember 2022 stattfand.

## Liniennetz
Nach der Stilllegung der meisten Linien nach 1999 verkehren nur noch die Linien 3 und 5.

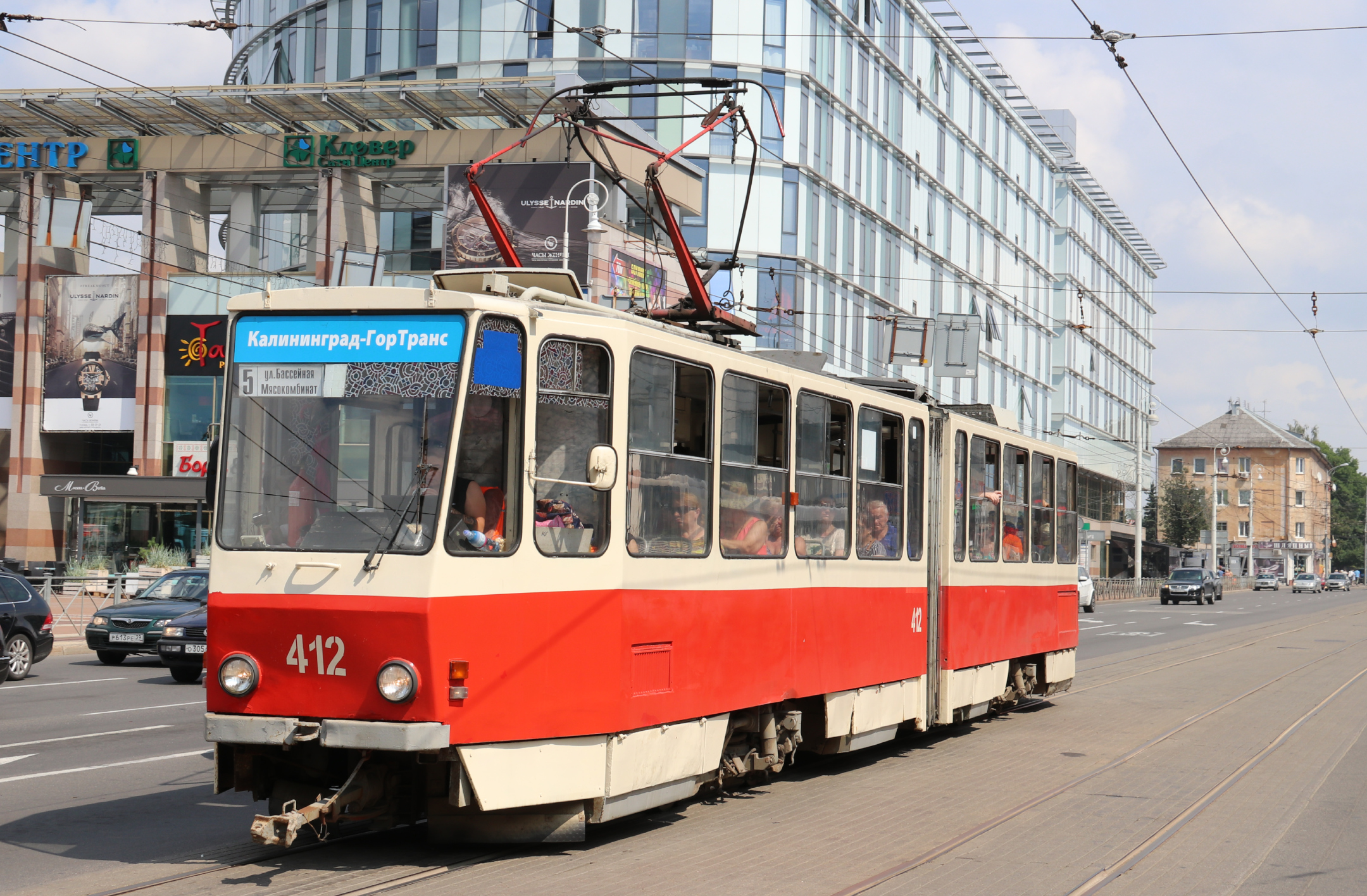
Triebwagen 412 auf der Linie 5 (2018)

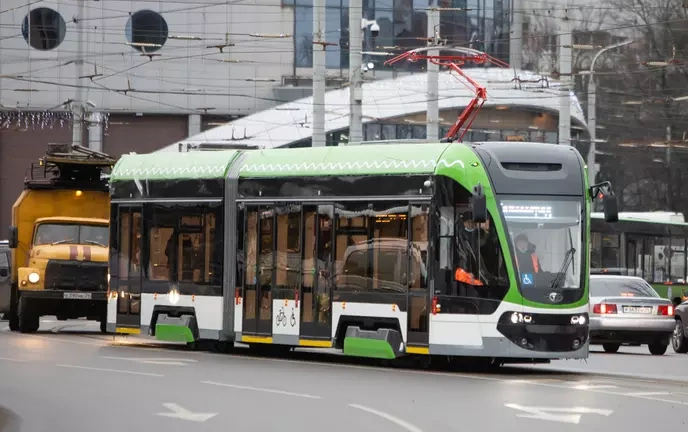
Korsar 71-921 auf einer Testfahrt in Kaliningrad am 14. Januar 2021

| Linie | Streckenführung |
| ----- | --- |
| 3     | Bahnhof Kaliningrad-Passaschirski – Lenin-Prospekt – Hotel Kaliningrad – Siegesplatz – Kalinin-Kulturpark (Ratshof) |
| 5     | ul. Bassejnaja (Hammer) – Sowjetskij prospekt (Fuchsberger Allee) – Nordbahnhof – ul. Tschernjachowskogo (Wrangelstraße) – pl. Marschala Wasilewskogo (Roßgärter Tor) – ul. 9 Aprelja – Moskowskij pr. (Lutherstraße) – Oktjabrskaja ul. (Lindenstraße, Weidendamm) – ul. Dzerschinskogo (Friedländer Torplatz) – Alleja Smelych (Aweider Allee) – Fleischkombinat (Schlachthof) |

## Fahrzeugpark
Im früheren Königsberg kamen Straßenbahnwagen aus lokaler Produktion zum Einsatz, sie wurden von der ortsansässigen Waggonfabrik Steinfurt geliefert. Die Motoren mit einer Leistung von 60 kW und die elektrische Ausrüstung stammten von der Firma Siemens. Diese Wagen wurden zunächst noch nach dem Zweiten Weltkrieg verwendet, jedoch bald durch Straßenbahnwagen aus DDR-Produktionen ersetzt. Später wurden in Kaliningrad, wie fast überall im ehem. Ostblock, Fahrzeuge der Firma ČKD Tatra eingesetzt. Heute besteht der Wagenpark ausschließlich aus Fabrikaten dieses tschechoslowakischen Herstellers (KT4SU, KT4D, T4SU, T4D). 1995 wurden zwei schon damals 32 Jahre alte Straßenbahnwagen aus Mannheim aufgekauft. Sie wurden jedoch nur bis 1999 eingesetzt, da für sie keine Ersatzteile mehr zu erhalten waren. Einer davon wurde zwischenzeitlich zum Partywagen umgebaut.
Die Erneuerung des Fahrzeugparks der Kaliningrader Straßenbahn wird beeinträchtigt durch die schmale Spurweite der Gleise und die enge Abmessung der Wagenkästen (die maximale Breite der Straßenbahn beträgt 2,20 m, in anderen Städten Russlands 2,50 m). In Russland werden Straßenbahnen für diese Spur und in solchen Abmessungen nicht hergestellt. Im Dezember 2012 stellte der polnische Hersteller PESA den Prototyp des SWING für Kaliningrad vor. Dieser Wagen wurde zunächst bei der Straßenbahn Toruń getestet, bevor er am 18. Dezember 2012 nach Kaliningrad transportiert wurde. Dort soll er ein halbes Jahr eingesetzt werden, anschließend soll eine Entscheidung über die Beschaffung von 40 Niederflurbahnen gefällt werden.
Am 28. Dezember 2020 fand die Präsentation eines neu entwickelten Straßenbahnwagens vom Typ Korsar 71-921 des russischen Herstellers PK Transport Systems LLC statt und am 14. Januar 2021 erfolgte die erste Probefahrt durch die Stadt. Zwölf sind aktuell im Bestand.